# سعاده دين
سعاده دين (بالإنجليزية: Felicity Dean)‏ هي ممثلة بريطانية، ولدت في 24 يناير 1959 بلندن في المملكة المتحدة.

## وصلات خارجية
- سعاده دين على موقع IMDb (الإنجليزية)
- سعاده دين على موقع ألو سيني (الفرنسية)
- سعاده دين على موقع تيرنر كلاسيك موفيز (الإنجليزية)
- سعاده دين على موقع أول موفي (الإنجليزية)
- سعاده دين على موقع قاعدة بيانات برودواي على الإنترنت (الإنجليزية)
- سعاده دين على موقع قاعدة بيانات الأفلام السويدية (السويدية)
- سعاده دين على موقع قاعدة بيانات الفيلم (الإنجليزية)
- سعاده دين على موقع كينوبويسك (الروسية)